# Castra Praetoria

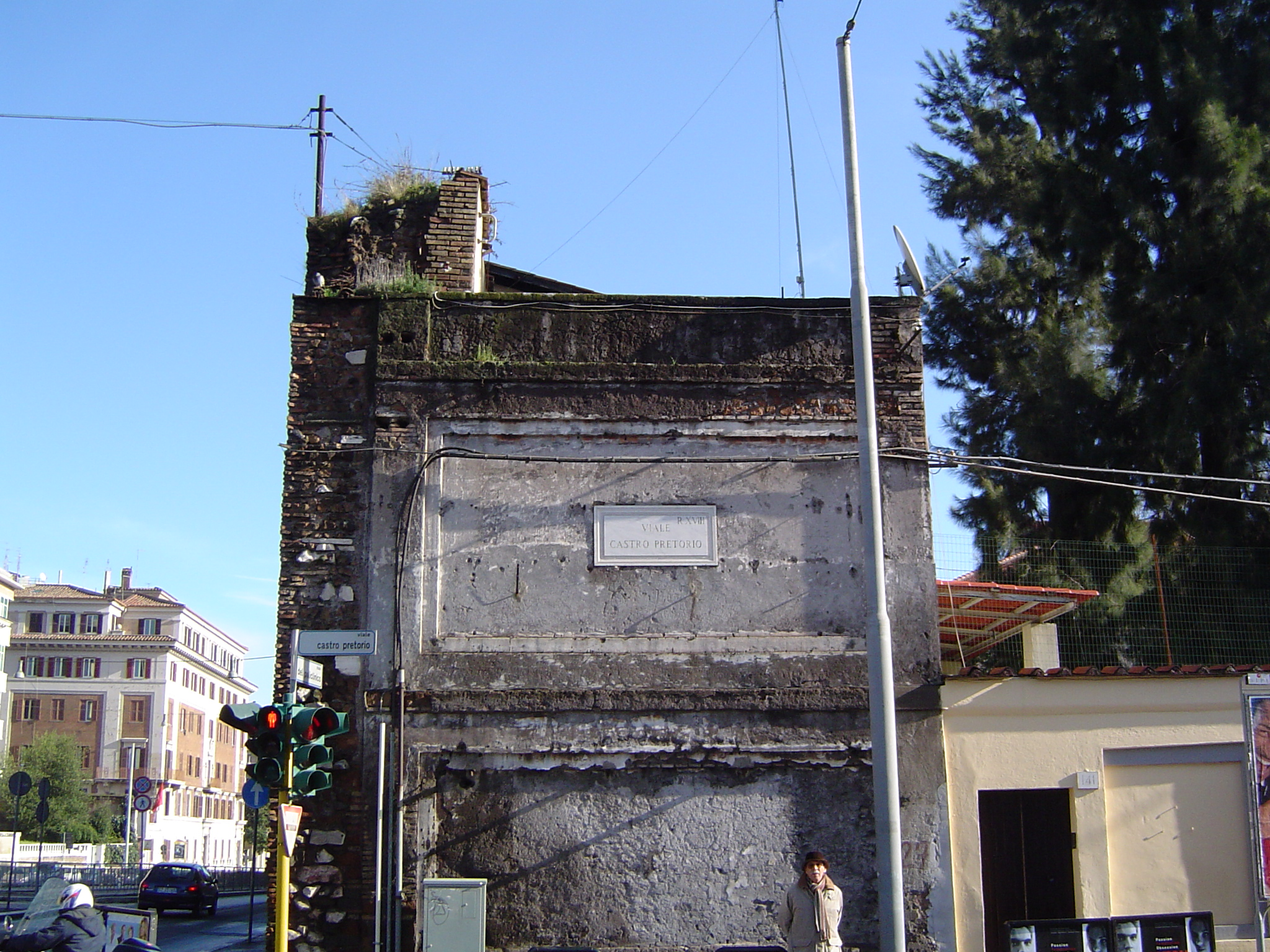
Doorsnede van de noordelijke muur

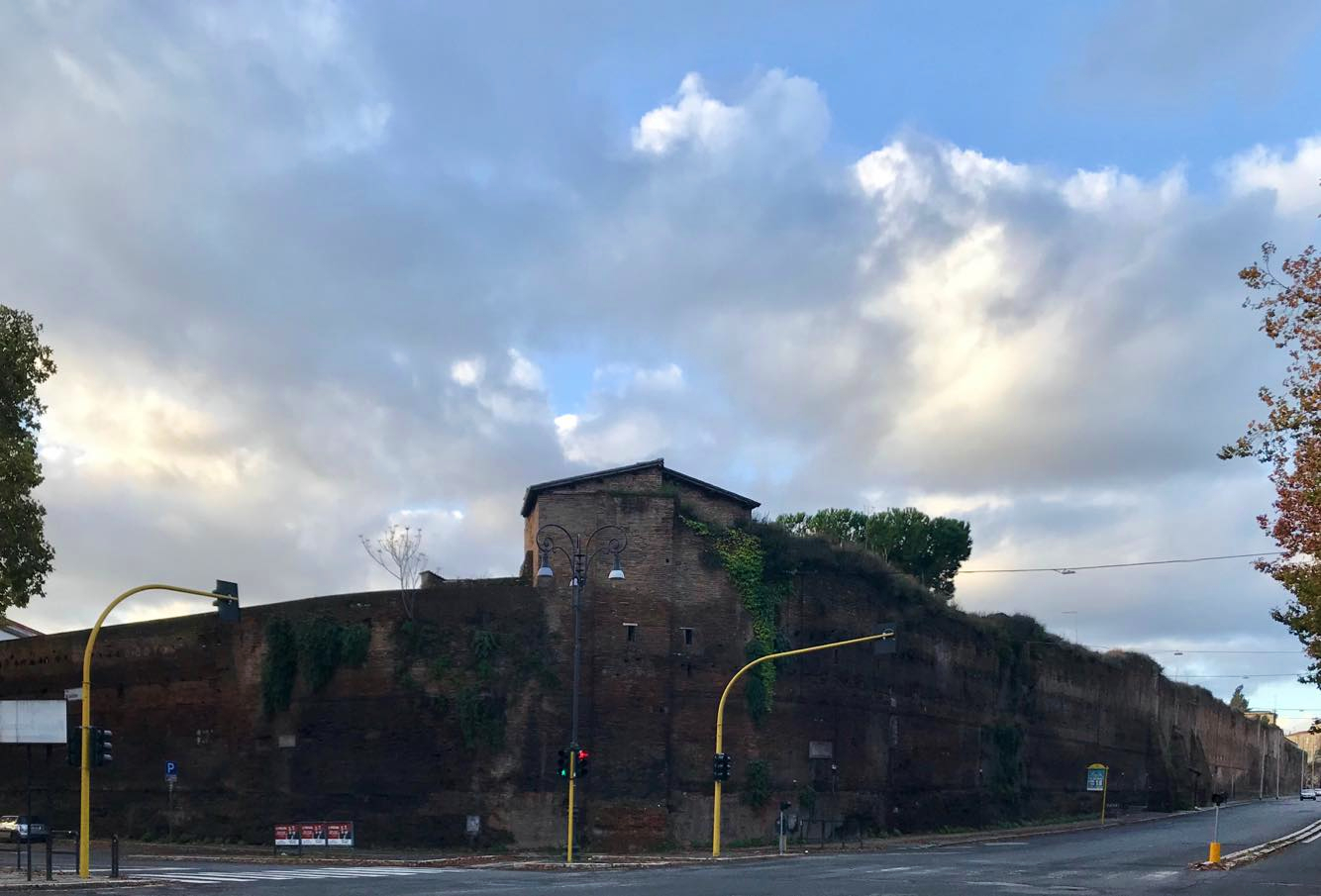
Afgeronde noordoostelijke hoek

De Castra Praetoria waren de castra van de soldaten van de pretoriaanse garde, in Rome.

## De pretoriaanse garde
De pretoriaanse garde, de persoonlijke lijfwacht van de Romeinse keizers, was in 27 v.Chr. opgericht door keizer Augustus. In eerste instantie bevonden de kampen van de garde zich verspreid in en om Rome. De prefect van keizer Tiberius, Sejanus liet in 21 een nieuw kamp bouwen waar de gehele garde gelegerd werd. Dit kamp kreeg de naam Castra Praetoria en stond net buiten de toenmalige Servische stadsmuur van Rome. Hierdoor kreeg de garde een grote invloed op de politiek van het Romeinse Rijk. De pretoriaanse garde heeft meerdere malen haar macht misbruikt door de senaat onder bedreiging een door haar gekozen persoon tot keizer te laten uitroepen. Zij kon door omkoping ook worden misbruikt om tegenstanders uit te schakelen, waarbij de keizer zelf ook regelmatig het slachtoffer werd.

## Het kamp
De Castra Praetoria werden omringd door een grote rechthoekige ommuring van 440 bij 380 meter. De muur, gebouwd uit baksteen, was ongeveer 5 meter hoog en aan de bovenkant versierd met afbeeldingen van veldslagen. Boven op de muur stonden kantelen. Tegen de binnenzijde van de muur waren onderkomens voor soldaten gebouwd. Deze waren drie verdiepingen hoog.
In het midden van elke muur bevonden zich een poort met twee torens. Hiervandaan liepen twee elkaar kruisende wegen, zoals in Romeinse legerkampen gebruikelijk was. Langs de hoofdwegen stonden barakken voor de soldaten. In het midden van het complex stonden diverse belangrijke gebouwen, zoals het hoofdkwartier (praetorium), de schatkamer (aurarium), het arsenaal (armamentarium) en de pakhuizen (borrea).

## Opname in de Aureliaanse Muur
Tussen 271 en 275 werd een nieuwe stadsmuur om Rome gebouwd door keizer Aurelianus. De architecten van de keizer moesten deze muur zo snel en goedkoop mogelijk bouwen. Om deze reden werden vele bestaande gebouwen die de muur zouden kruisen simpelweg versterkt en er in opgenomen. Het complex van de Castra Preatoria kon met zijn reeds bestaande muren eenvoudig deel van de Aureliaanse Muur gaan uitmaken. De noordelijke, oostelijke en zuidelijke muur werden hiervoor wel met ongeveer drie meter verhoogd. De poorten van het kamp werden toen dichtgemaakt.
In 312 ontmantelde keizer Constantijn de Grote de pretoriaanse garde, die zijn rivaal Maxentius hadden gesteund. Hij liet de gebouwen in het kamp afbreken en waarschijnlijk ook de westelijke muur die de architecten van Aurelianus niet voor de stadsmuur nodig hadden.

## Castra Praetoriategenwoordig
Doordat het kamp gedeeltelijk deel uitmaakte van de Aureliaanse Muur is dit deel ook altijd onderhouden. De Castra is goed te onderscheiden van de rest van de muur vanwege de ronde hoeken en afwijkende bakstenen. Vanaf de tijd van Sulla mochten slechts speciale legeronderdelen, zoals de pretoriaanse garde, in Italië zelf gelegerd worden. Hierdoor vormen de Castra Praetoria de enige voorbeelden van Romeinse castra in Italië. Tegenwoordig staan de gebouwen van de Nationale Italiaanse Bibliotheek op het terrein.

## Poorten van de Castra Praetoria
- Porta Praetoriana[1] – de noordelijke poort
- Porta Principalis Dextera – de oostelijke poort
- Porta Decumana – de zuidelijke poort
- Porta Principalis Sinistra – de westelijke poort